# Афанасово (городской округ Клин)
Афанасово — деревня в Клинском районе Московской области, в составе Нудольского сельского поселения. Население — 19 чел. (2010). До 2006 года Афанасово входило в состав Нудольского сельского округа.
Деревня расположена на юго-западе района, примерно в 30 км к юго-западу от райцентра Клин, на левом берегу реки Нудоль, высота центра над уровнем моря 193 м. Ближайший населённый пункт — примыкающее на севере Степаньково.

## Население
| 2002 | 2006 | 2010 |
| ---- | ---- | ---- |
| 16   | ↗18  | ↗19  |